# Liberty Classic
La Liberty Classic és una competició ciclista femenina d'un sol dia que es disputava al mes de juny a Filadèlfia, a l'estat de Pennsilvània. Tenia lloc al mateix dia que la Philadelphia Cycling Classic. Va durar del 1994 al 2012. De 1998 a 2001 va formar part de la Copa del Món de ciclisme femení.

## Palmarès
| Any  | Vencedor            | Segon               | Tercer                 |
| ---- | ------------------- | ------------------- | ---------------------- |
| 1994 | Marianne Berglund   | Julie Young         | Deirdre Demet-Barry    |
| 1995 | Clara Hughes        | Jeannie Golay       | Jacqueline Nelson      |
| 1996 | Petra Rossner       | Jeannie Golay       | Karen Livingston-Bliss |
| 1997 | Edita Pučinskaitė   | Rasa Polikevičiūtė  | Karen Kurreck          |
| 1998 | Petra Rossner       | Diana Žiliūtė       | Gabriella Pregnolato   |
| 1999 | Petra Rossner       | Karen Dunne         | Hanka Kupfernagel      |
| 2000 | Petra Rossner       | Diana Žiliūtė       | Vera Hohlfeld          |
| 2001 | Petra Rossner       | Anna Millward       | Debbie Mansveld        |
| 2002 | Petra Rossner       | Laura Van Gilder    | Deirdre Demet-Barry    |
| 2003 | Lyne Bessette       | Lynn Gaggioli       | Judith Arndt           |
| 2004 | Petra Rossner       | Gina Grain          | Laura Van Gilder       |
| 2005 | Ina-Yoko Teutenberg | Regina Schleicher   | Laura Van Gilder       |
| 2006 | Regina Schleicher   | Ina-Yoko Teutenberg | Tina Mayolo Pic        |
| 2007 | Ina-Yoko Teutenberg | Regina Schleicher   | Gina Grain             |
| 2008 | Chantal Beltman     | Brooke Miller       | Ina-Yoko Teutenberg    |
| 2009 | Ina-Yoko Teutenberg | Joanne Kiesanowski  | Shelley Olds-Evans     |
| 2010 | Ina-Yoko Teutenberg | Shelley Olds        | Theresa Cliff-Ryan     |
| 2011 | Giorgia Bronzini    | Shelley Olds        | Jennifer Purcell       |
| 2012 | Ina-Yoko Teutenberg | Rochelle Gilmore    | Giorgia Bronzini       |